# Aston Martin DB4 GT Zagato
Aston Martin DB4 GT Zagato – sportowy samochód osobowy produkowany przez brytyjską firmę Aston Martin w latach 1959–1963. Dostępny jako 2-drzwiowe coupé. Do napędu użyto silnika R6 o pojemności 3,7 litra. Moc przenoszona była na oś tylną poprzez 4-biegową manualną skrzynię biegów. Został zastąpiony w późniejszym czasie przez model V8 Zagato.

## Dane techniczne

### Silnik
- R6 3,7 l (3669 cm³)[1], 2 zawory na cylinder, DOHC
- Układ zasilania: trzy gaźniki Weber 45 DCOE4[1]
- Średnica × skok tłoka: 91,00 mm × 91,00 mm[1]
- Stopień sprężania: 9,7:1
- Moc maksymalna: 272 KM przy 6000 obr./min[1]
- Maksymalny moment obrotowy: 377 N•m przy 5400 obr./min

### Osiągi
- Przyspieszenie 0-80 km/h: 4,8 s
- Przyspieszenie 0-100 km/h: 6,1 s
- Przyspieszenie 0-160 km/h: 14,1 s
- Prędkość maksymalna: 244 km/h[1]